# اریک کارتمن

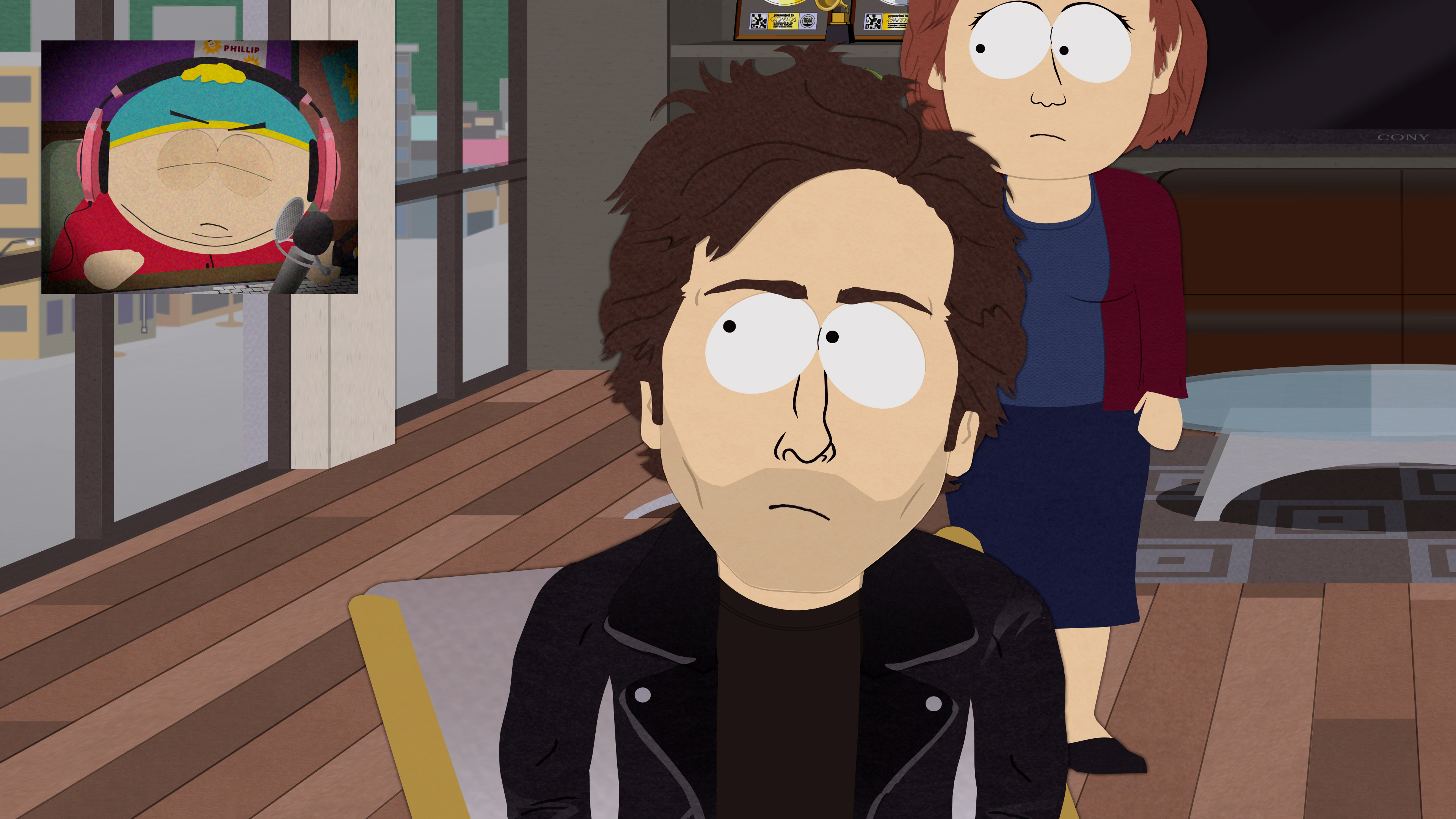
ران پری، مدیر عامل، در قسمت 10 فصل 18 ساوت پارک

اریک کارتمن نام یکی از شخصیت‌های کارتونی برنامه کمدی ساوت پارک است که از سال ۱۹۹۷ تا به الان در شبکه کمدی سنترال پخش می‌شود و توسط تری پارکر و مت استون ساخته شده‌است و تری پارکر صدای خود را به او قرض داده است.

از دیگر شخصیت‌های اصلی این برنامه می‌توان به کنی و استن مارش و کایل بروفلسکی اشاره نیز اشاره کرد.

اریک پسر مدرسه‌ای (ابتدایی) چاقی است که به شدت بی ادب و گستاخ بوده و رفتارهای ناپسندی دارد و البته می‌گوید من چاق نیستم بلکه استخوان بندی من درشت است.او شخصیتی نژاد پرست و شکمو و فحاشی دارد با این حال قلب مهربانی دارد.

## پدر اریک کارتمن
موضوع پدر اریک کارتمن معمولاً سوژه طنز این سریال قرار میگیرد، او با مادرش زندگی می‌کند و در ابتدا پدرش مشخص نیست چه کسی هست ولی در ادامه ابتدا به وی گفته می‌شود که پدر او همان مادر اوست یعنی مادرش دو جنسه است (قسمت دوم فصل ۲)و در واقع باید به دنبال مادر خود بگردد که از این کار منصرف می‌شود و در اپیزود ۲۰۱ متوجه می‌شود که پدرش ، پدر اسکات تنورمن است که وی در قسمت چهارم فصل ۵ توسط خود اوکشته و به اسکات تنورمن خورانده شده بود.

## شخصیت
اریک در طول سریال بارها سعی در نابودی و تمسخر یهودیان دارد و شخصیت محبوب سینمایی او مل گیبسون است که به یهودی ستیزی شهرت دارد.

اریک کارتمن دارای شخصیتی مجرم است و در هر کاری شیوه‌های مجرمانه را انتخاب می‌کند و بسیار دروغ می گوید.

اریک در قسمتی که می‌خواهد در المپیک معلولان شرکت کند،در دیالوگی می گوید که خداوند افراد معلول را برای سرگرمی ما در زمین قرار داده.

دی کوون( به انگلیسی The coon) نامی است که اریک کارتمن برای شخصیت قهرمان خود انتخاب می‌کند و کلمه کوون به معنی گربه وحشی است.

دی کوون، قرار است قهرمان مثبت باشد ولی به دلیل شخصیت بزهکار اریک ، معمولاً از راه‌ای غیر انسانی سعی در مشهور شدن دارد.

## تأثیرهای فرهنگی
اریک کارتمن شخصیت برگزیده ساوت پارک توسط هواداران انتخاب شده و جملات وی اکنون نیز بکار برده می‌شوند.

وی در نظر سنجی سال ۲۰۰۲ که وب سایت سی ان ان انجام داد به عنوان دهمین شخصیت محبوب کارتونی انتخاب شد .

### جملات معروف
"Respect my authoritah!"

به معنی 'به جایگاه من احترام بگذارید'

"Screw you guys ...I'm going home!"

به معنی 'لعنت به شما بچه ها، من میرم خونه '
"God Dammit"
به معنی 'لعنت بهش'